# Literatuurprijs Gerard Walschap-Londerzeel
De Literatuurprijs Gerard Walschap-Londerzeel of Seghers Literatuurprijs werd in 1998 in het leven geroepen door de gemeente Londerzeel in samenwerking met de Seghers Better Technology Group.
Het jaar 1998 werd door de gemeente Londerzeel uitgeroepen tot Gerard Walschapjaar naar aanleiding van zijn honderdste geboorteverjaardag. Om een permanente herinnering aan Gerard Walschap en zijn werk te houden, werd een literatuurprijs uitgeschreven. Dit was een initiatief van Hendrik Seghers, die ook te Londerzeel woonde en eerder al voor de rehabilitatie van de schrijver had geijverd.
Sinds 2006 was de firma Kantoff eveneens uit Londerzeel sponsor van deze literatuurprijs.
De Literatuurprijs was bedoeld als aanmoediging voor jonge auteurs die niet meer dan vier prozawerken had gepubliceerd in Nederland en Vlaanderen en werd om de twee jaar toegekend aan een oorspronkelijk in het Nederlands geschreven en gepubliceerde roman of verhalenbundel. De prijs bedroeg 7.500 euro.
Sinds 2005 werd de uitreiking van de prijs georganiseerd door Behoud de Begeerte, kunstencentrum voor literatuur, uit Antwerpen.
Voor de beoordeling van de ingezonden werken is een deskundige jury verantwoordelijk die bestaat uit:
- voorzitter: Georges Wildemeersch (hoofddocent en faculteitsvoorzitter Letteren en Wijsbegeerte aan de Universiteit Antwerpen)
- leden: Elke Brems (wetenschappelijk medewerker aan de Katholieke Universiteit Leuven) en Rob Schouten (recensent).

Wegens gebrek aan belangstelling in de pers en de hoge kosten (25.000 euro) in verhouding tot het prijzengeld is door het schepencollege in 2010 besloten de uitreiking niet meer te organiseren. Andere instanties als de erven Walschap en boek.be hebben de rechten gekregen, maar daar geen gebruik van gemaakt.

## Winnaars
- 1999 - Erwin Mortier voor zijn debuutroman Marcel. Deze eerste uitreiking vond plaats op 31 oktober 1999 op de Boekenbeurs in Antwerpen.
- 2001 - Josse De Pauw voor Werk
- 2003 - Ilja Leonard Pfeijffer voor Rupert: een bekentenis
- 2005 - Tom Naegels voor Los
- 2007 - Désanne van Brederode voor Hart in hart
- 2009 - Christiaan Weijts voor Via Cappello 23, zijn tweede roman